# Morgan Sindall
Morgan Sindall Group plc er en britisk bygge- og anlægsvirksomhed med hovedkvarter i London. De havde i 2022 ca. 6.700 ansatte og en omsætning på 3,612 mia. £. De bygger både for den offentlige og private sektor indenfor boliger, erhverv, infrastruktur og andet. Virksomheden er børsnoteret på London Stock Exchange.
Virksomheden blev etableret af John Morgan og Jack Lovell med £ 1.000 fra opsparinger i 1977 og var oprindeligt baseret på Golden Square i Soho.